# إلينا ماروثي سولتيسوفا
إلينا ماروثي سولتيسوفا (بالإنجليزية: Elena Maróthy-Šoltésová) (من مواليد 6 يناير 1855 - والمُتوفاة في 11 فبراير 1939) هي كاتبة ومحررة سلوفاكية. وكانت أيضًا شخصية رائدة في الحركة النسائية في سلوفاكيا.
وُلدت إلينا في كروبينا، وهي ابنة القس دانييل ماروتي وكارولينا هودكوفا، وتلقت تعليمها في لوتشينيتس. ماتت أمها وهي لا تزال صغيرة. أصبحت إلينا عضوًا في لجنة المجتمع النسائي في زيفينا في عام 1880 [1] وشغلت منصب رئيسها من عام 1894 إلى عام 1927. ومن 1912 إلى عام 1922، شغلت إلينا منصب رئيسة تحرير مجلة زيفينا Živena ، التي ساعدت في تأسيسها. ساعدت إلينا أيضًا في إنشاء تعليم عالي للنساء في بلدها. بما في ذلك معهدميلان راستيسلاف شتيفانيك Milan Rastislav Štefánik.
تزوجت إلينافي عام 1875 لودفيت ميكال سولتس الذي كان يعمل تاجرًا؛ وأنجب الزوجان طفلين، ولكن تُوفيت ابنتها عن عمر يناهز ثمانية أعوام وابنها عندما كان يبلغ من العمر 33 عامًا.
توفيت إلينا في مارتن بسلوفاكيا عن عمر يناهز ال 84.

## أعمال مختارة[3]
- ضد التيار، رواية (1894)
- أطفالي، يوميات (1923-1924)
- سبعون عاما من الحياة، مذكرات (1925)
- وجهات نظر حول الأدب، مقالات (1958)

## روابط خارجية
- إلينا ماروثي سولتيسوفا على موقع IMDb (الإنجليزية)
- إلينا ماروثي سولتيسوفا على موقع قاعدة بيانات الفيلم (الإنجليزية)

- Šesťdesiatročná pamiatka Živeny, spolku slovenských žien. Turč. Sv. Martin: Knihtlač. uč. spolok, 1929. 15 p. - available at مكتبة الجامعة في براتيسلافا  [لغات أخرى]‏